# Reederei Ernst Jacob
Die Reederei Ernst Jacob (GmbH & Co KG) ist ein Flensburger Schifffahrtsunternehmen.

## Geschichte
Gegründet wurde das Unternehmen von Ernst Jacob. Dieser begann 1928 eine Lehre bei der Reederei und Schiffsmaklerei H.P. Vith, der sich Arbeitszeiten in Hamburg und im Ausland anschlossen. 1938 kam er zu Vith zurück, wo er 1938 zunächst Einzelprokurist und 1939 Geschäftsführer wurde. Ab 1943 diente Jacob im Heer, wurde 1945 verwundet und kehrte daraufhin zur Reederei Vith zurück, der zu diesem Zeitpunkt von ihrem Dutzend Frachtern nur noch ein einziges Schiff geblieben war. Nach Kriegsende und Währungsreform initiierte Jacob die Gründung der Flensburger Trampreeder Gesellschaft. Zunächst beteiligten sich alle Flensburger Reeder an dieser Gesellschaft, nach der Bestellung des ersten Neubaus verblieben aber nur die Reeder Vöge & Däcker, H.P. Vith, Ernst Jacob und Waldemar Nissen, die bis 1955 vier Frachtdampfer in Fahrt brachten.
1955 machte sich Jacob schließlich komplett selbständig. Das erste Schiff war der Dampfer Schwennau mit 2850 Tonnen Tragfähigkeit, einziger Mitarbeiter der Reederei war zu diesem Zeitpunkt ein Lehrling. Bis 1963 wuchs die Flotte um fünf weitere Schiffe mit jeweils rund 3000 Tonnen Tragfähigkeit, einer seinerzeit bei Flensburger Trampreedereien üblichen Schiffsgröße. Ab Mitte der 1960er Jahre wuchs die Schiffsgröße auf 7000 Tonnen Tragfähigkeit und der Arbeitsbereich wurde auf die weltweite Trampfahrt erweitert.

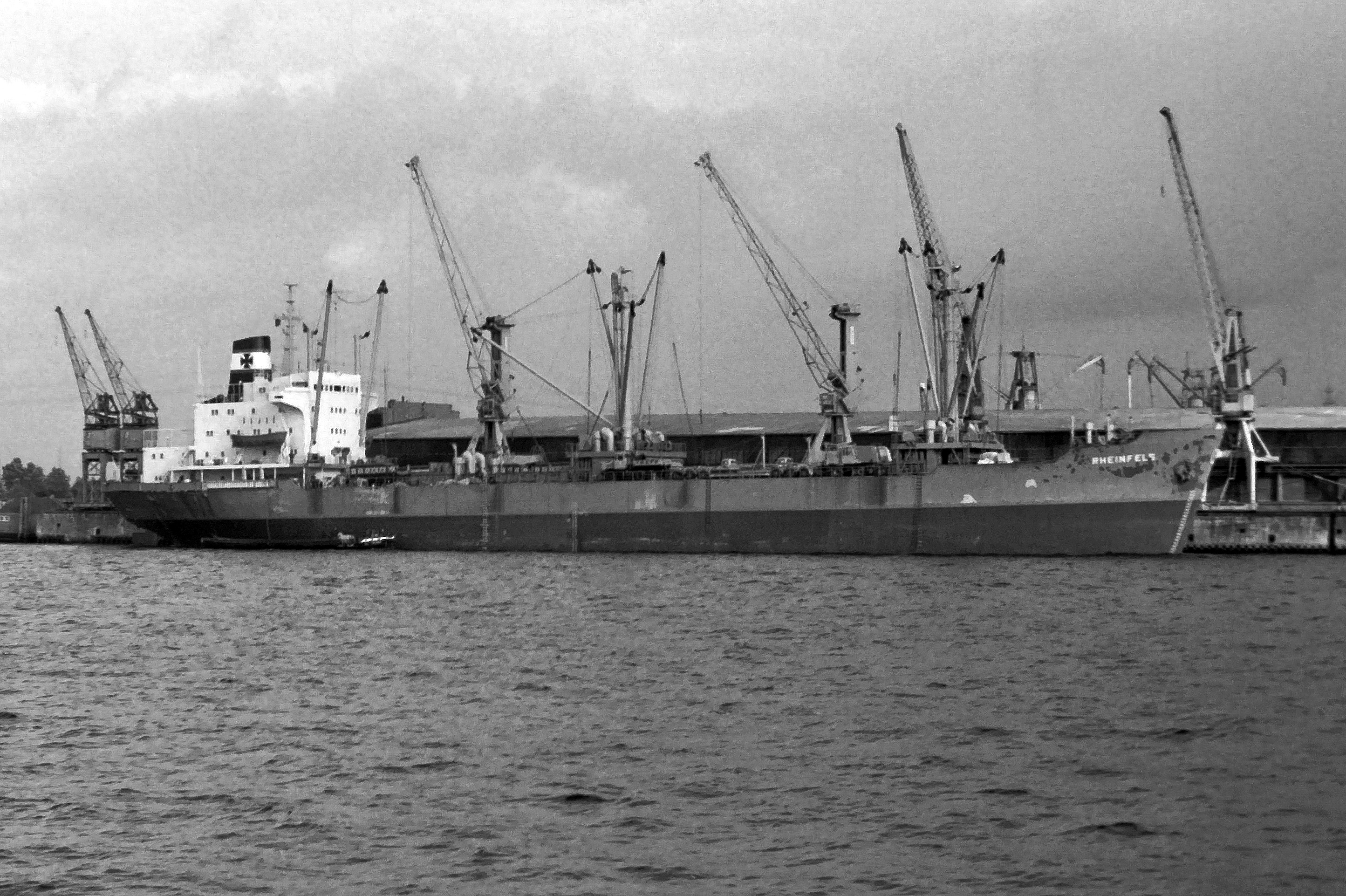
Die Rheinfels vom Typ Deutscher Mehrzweckfrachter fuhr für die DDG Hansa

1966 trat Werner Jacob, der Sohn des Firmengründers in das Unternehmen ein und zum 1. Januar 1971 wurde er Komplementär, woraufhin das Unternehmen als Familien-KG weitergeführt wurde. Ebenfalls zu Beginn der 1970er Jahre begann man Geld für Neubauten mit neuen Finanzierungsmodellen einzuwerben, bei denen neben der Rendite steuerliche Vorteile im Vordergrund standen. Auf diese Weise kamen zunächst fünf Schiffe des Typs Deutscher Mehrzweckfrachter, danach drei Containerschiffe mit jeweils 17.000 Tonnen Tragfähigkeit und dann sechs größere Massengutfrachter à 50.000 Tonnen Tragfähigkeit (vier von der Werft Verolme Cork Dockyard in Cobh und zwei des Typs 50/15 der Flensburger Schiffbau-Gesellschaft) zur Reedereiflotte. 1975/76 wurde die Flotte um drei Produktentanker der Werft Verolme Scheepswerf Alblasserdam von je 33.000 Tonnen Tragfähigkeit um 1980 um zwei weitere von 42.000 Tonnen Tragfähigkeit der Flender-Werft und der AG Weser erweitert. 1983/84 kamen erstmals zwei Kühlschiffe zur Jacob-Flotte. Diese waren aus mehreren Gründen erwähnenswert. Das Typschiff Blumenthal (Bauname Helene Jacob) war das erste deutsche Seeschiff mit Freifallrettungsboot, der Schiffstyp wurde 1983 von der Fachzeitschrift Hansa zum „Schiff des Jahres“ gewählt. Darüber hinaus waren die Schiffe nach dem Abverkauf der deutschen Kühlschiffsflotte gegen Ende der 1970er Jahre, die einzigen Kühlschiffe unter deutscher Flagge.
Am 13. August 1984 starb der Juniorchef bei einem Segelunfall, woraufhin der Firmengründer erneut die Firmenleitung übernahm. Heute wird das Unternehmen von Ernst Jacob’s Enkeln Rolf und Tom Jacob geführt und gliedert sich folgendermaßen: Die Ernst Jacob (GmbH & Co KG) fungiert als Dach- und Schiffseignergesellschaft. Die Bereederung wird seit September 2005 durch das Tochterunternehmen Ernst Jacob Shipmanagement durchgeführt. Die Bemannung eigener und fremder Schiffe liegt in den Händen der Tochtergesellschaft NorthMan GmbH. Ein weiteres Tochterunternehmen ist die Jacob Tankschifffahrtsgesellschaft mbH & Co. KG in Hamburg. Insgesamt beschäftigt die Reederei rund 500 Mitarbeiter, etwa 30 davon im Stammhaus in Flensburg.